# Khaliapali
Khaliapali é uma vila no distrito de Bargarh, no estado indiano de Orissa.

## Demografia
Segundo o censo de 2001, Khaliapali tinha uma população de 5257 habitantes. Os indivíduos do sexo masculino constituem 52% da população e os do sexo feminino 48%. Khaliapali tem uma taxa de literacia de 76%, superior à média nacional de 59.5%: a literacia no sexo masculino é de 83% e no sexo feminino é de 68%. Em Khaliapali, 10% da população está abaixo dos 6 anos de idade.